# Ákos Kecskés
Ákos Kecskés (Hódmezővásárhely, 4 de enero de 1996) es un futbolista húngaro que juega en la demarcación de defensa para el Diósgyőri VTK de la Nemzeti Bajnokság I.

## Selección nacional
Tras jugar con la selección de fútbol sub-16 de Hungría, la sub-17, la sub-19, la sub-20 y la sub-21, finalmente debutó con la selección de fútbol de Hungría el 15 de noviembre de 2020. Lo hizo en un partido de la Liga de Naciones de la UEFA 2020-21 contra Serbia que finalizó con un resultado de empate a uno tras el gol de Nemanja Radonjić para Serbia, y de Zsolt Kalmár para Hungría.

## Clubes
| Club                                  | País    | Año       | Partidos | Goles |
| ------------------------------------- | ------- | --------- | -------- | ----- |
| Újpest F. C. (cedido)                 | Hungría | 2015-2017 | 37       | 0     |
| Termalica Bruk-Bet Nieciecza (cedido) | Polonia | 2017      | 13       | 0     |
| Korona Kielce (cedido)                | Polonia | 2018      | 5        | 0     |
| F. C. Lugano                          | Suiza   | 2018-2021 | 68       | 2     |
| F. C. Nizhni Nóvgorod                 | Rusia   | 2021-2022 | 21       | 1     |
| LASK Linz                             | Austria | 2022-2023 | 8        | 0     |
| ACS Sepsi OSK Sfântu Gheorghe         | Rumania | 2023-2024 | 30       | 0     |
| AEL Limassol                          | Chipre  | 2024-2025 | 13       | 0     |
| Diósgyőri VTK                         | Hungría | 2025-     |          |       |